# Waterblommetjiebredie
Le waterblommetjiebredie (/vɑːtərˌblɔmikiˈbrɪədi/) est un ragoût qui constitue une spécialité de la cuisine sud-africaine. Le nom vient de la langue afrikaans et signifie littéralement « petit ragoût de fleurs d'eau ». Il est composé de viande, généralement d'agneau, mijotée avec les waterblommetjies (fleurs d'Aponogeton distachyos), que l'on trouve dans les barrages et les marais du Cap occidental en Afrique du Sud. Les bourgeons d'Aponogeton distachyos sont généralement prêts à être cueillis au milieu de l'hiver, en juillet et en août, ce qui conduit à leur utilisation dans les ragoûts d'hiver tels que le waterblommetjiebredie. Le goût du ragoût a été décrit comme étant très proche de celui des haricots verts mijotés.

## Histoire
Le waterblommerjiebredie a été préparé pour la première fois par le peuple Khoïkhoï, indigène d'Afrique du Sud. Ils ont enseigné aux premiers colons d'Afrique du Sud comment utiliser le waterblommetjie comme nourriture et comme médicament.